# Depressió Prelitoral Catalana
| Pirineus Prepirineus Depressió Central Petits contraforts de la Depressió Central | Serralada Transversal Serralada Prelitoral Serralada Litoral Depressió Litoral, Prelitoral i altres planes costaneres |

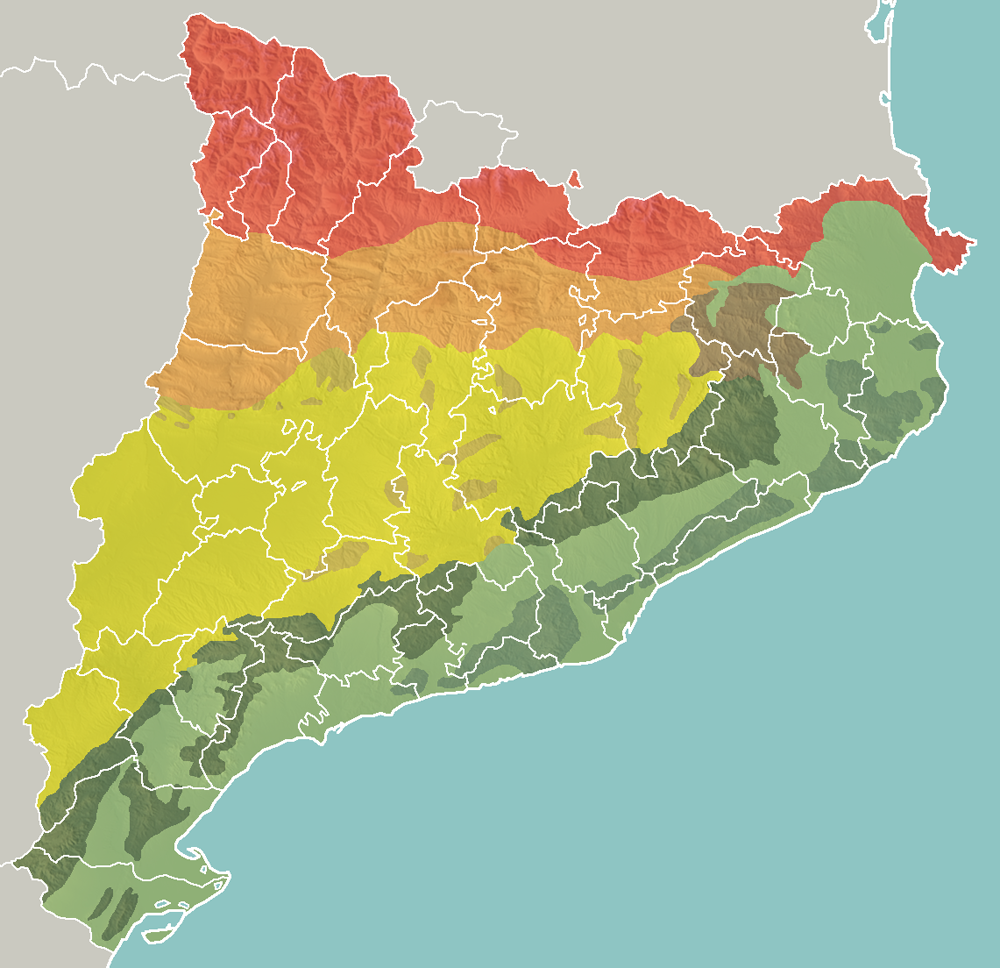
Mapa de les diverses unitats morfoestructurals de Catalunya:

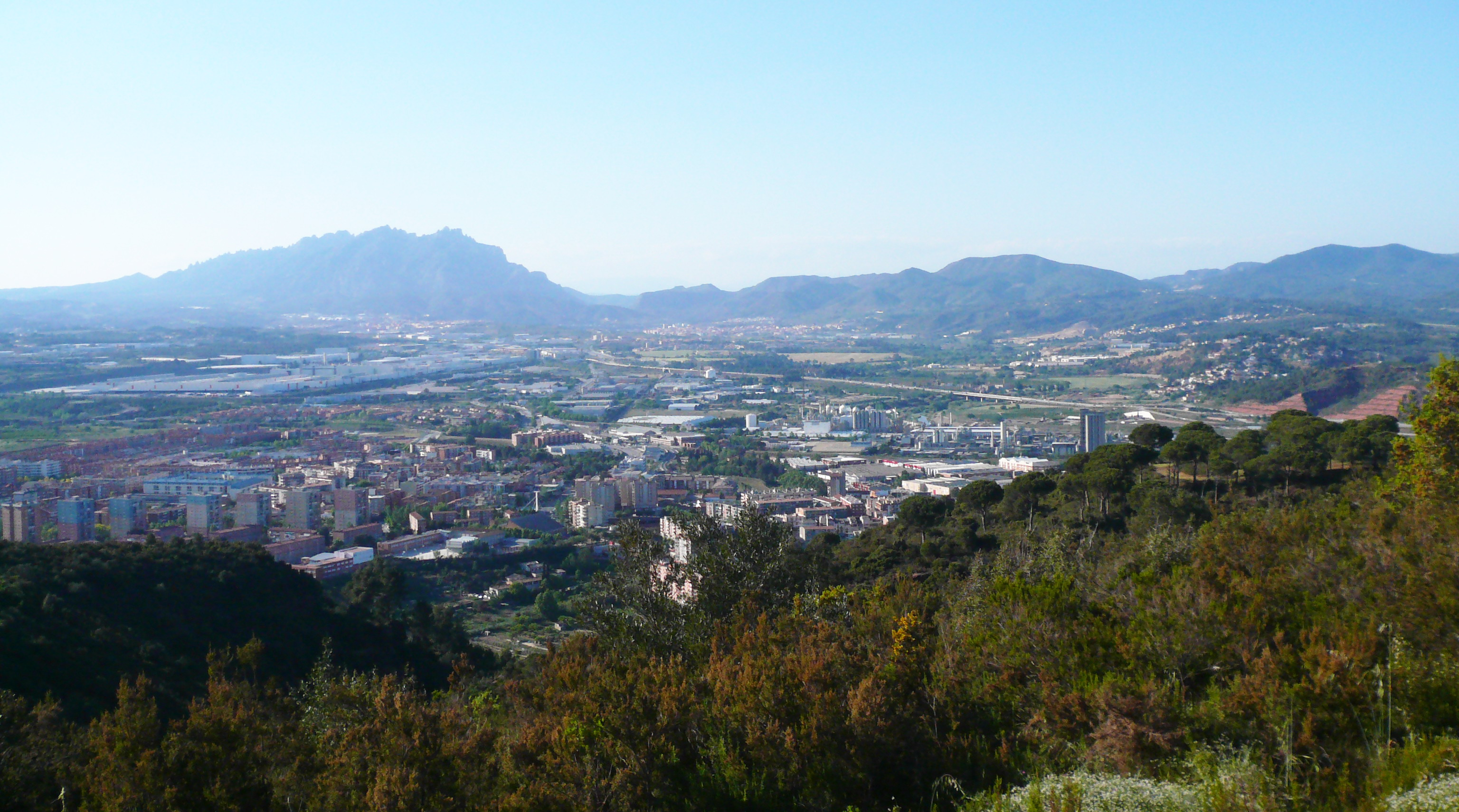
Vista d'un tram fortament urbanitzat de la Depressió Prelitoral al nord del Baix Llobregat, des de la serra de l'Ataix, part del massís de l'Ordal, a la Serralada Litoral. Al fons de la fotografia s'hi veu Montserrat i Sant Salvador de les Espases, de la Serralada Prelitoral.

La Depressió Prelitoral Catalana és una unitat de relleu a Catalunya. Se situa entre les dues Serralades Costaneres catalanes, la Serralada Litoral i la Serralada Prelitoral, que la flanquegen pel sud-est i el nord-oest, respectivament, formant un corredor natural entre ambdues d'uns 100 km de llarg i uns 20 km d'amplada. La depressió compren les comarques naturals del Vallès i el Penedès, així com part del Baix Llobregat, i la travessen alguns rius que s'han obert pas a través de les principals falles de la serralada Litoral, com el Foix, el Llobregat, el Besòs i la Tordera. L'origen de la depressió és tectònic i correspon a un bloc enfonsat en relació als que formen les dues serralades.
Des de l'època romana, per la seva situació paral·lela i propera a la costa, encara que separada d'ella, aquesta depressió va ser utilitzada com a pas de nord a sud evitant la ciutat de Barcelona. Avui utilitzen aquest pas importants vies de comunicació, com l'autopista AP-7 i la via de mercaderies de RENFE Tarragona-Girona. Per la seva situació estratègica i la seva proximitat a Barcelona, la Depressió Prelitoral s'ha convertit en un gran pol d'atracció de nombroses indústries de diversos camps, la qual cosa ha donat lloc al gran creixement d'algunes de les poblacions (avui ciutats) que en ella se situen, com Vilafranca del Penedès, Sant Sadurní d'Anoia, Martorell, Rubí, Terrassa, Sabadell, Sant Cugat del Vallès, Cerdanyola del Vallès, Barberà del Vallès, Mollet del Vallès, Granollers, Cardedeu i Sant Celoni.